# Ugandai Parlament
Az Ugandai Parlament az ország egykamarás törvényhozási intézménye.

## Működése
Az intézmény legfontosabb funkciója az, hogy törvényt, adott esetben alkotmányt hozzon létre vagy módosítson, így biztosítva a jó kormányzást. A miniszterek, akik a felsőházban ülnek, kötelesek,  válaszolni a nép által megválasztott országgyűlési képviselők kérdéseire, javaslataira.
A különböző parlamenti bizottságok vizsgálják a kormányzati programokat. A pénzügyi kérdésekkel kapcsolatos módosításokhoz (adóemelés, fizetésemelés) a parlament jóváhagyása szükséges.

## Összetétele
A parlament összetétele meglehetősen kötött. Tartalmaznia kell 215 egyéni választókörzeti képviselőt, 79 nő képviselőt, 10-et az Ugandai Népi Védelmi Erőből, amely az ország haderejeként funkcionál, 5 kiskorút, 5 fogyatékost, 5 munkást és 13 nyugdíjba vonult képviselőt is.

## Története

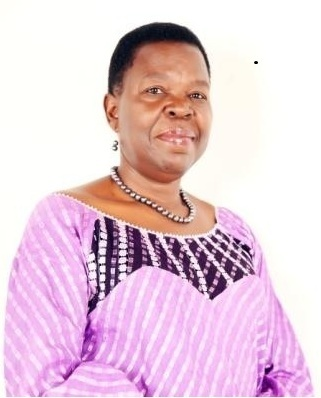
Victoria Sekitoleko, az országgyűlés elnöke

Az épületet 1962-ben alapították meg, nem sokkal Uganda október 9.-i függetlenedése után.
A parlamenti ciklusokat egy vezető uralkodására értjük.

### Első ciklus (1962–1963)
Ekkor II. Mutesa kabakaként uralkodott. A parlamentet akkoriban Törvényhozó Tanácsnak (Legislative Council) nevedték. Ennek a szervnek 92 tagja volt, elnöke pedig egy angol ügyvéd volt, Sir John Bowes Griffin. A ciklus Milton Obote megválasztásával fejeződött be.

### Második ciklus (1963–1971)
Ezalatt az idő alatt Milton Obote volt az ország legfőbb vezetője, miniszterelnökként, aki megszüntette az akkori alkotmányt, és elnöknek nevezte ki magát 1966-ban. Ennek az volt ciklusnak a lényege, hogy megszűnt a   királyság maradványa a politikában, ahelyett bevezették a köztársaság alapelveit.
Ez idő alatt a ház elnöke  Narendra Patel volt, akinek indiai felmenői voltak. (Ez idő tájt sok indiai vándorolt be Ugandába.) A ciklus Idi Amin puccsával fejeződött be, amit 1971 januárjában követett el.

### Harmadik ciklus (1979–1980)
Idi Amin elnöksége alatt nem működött az intézmény.
A diktátor megdöntése után, amely 1979 áprilisában történt, választások következtek, ezt a függetlenként induló Yusuf  Lule nyerte meg, de ő csak 70 napig volt hatalmon. A parlamentnek kezdetben 30 tiszteletbeli tagja volt. Ekkor ez a száma a négyszeresére, 120-ra növekedett. A ház vezetője Edward Rugumayo, egy nagykövet, politikus volt. A ciklus Milton Obote második hatalomra kerülésével fejeződött be, amit 1980-ban tartottak.

### Negyedik ciklus (1980–1985)
Ennek az 5 évnek lényege, hogy Milton Obote visszatért a politikába és a hatalomba, az 1980-as választások után. A ház elnöke ekkor Francis Butagira volt, aki a Harvard Egyetemen jogot tanult. A ciklusnak Bazillio Okello vetett véget puccsával, amit 1985-ben követett el. 
Az ugandai országgyűlés összetétele pártok szerint

### Ötödik ciklus (1986–1996)
Egy évig az intézményt ismét felfüggesztették.
1986-ban a Yoweri Museveni vezette Nemzeti Ellenállási Mozgalom megnyerte a választásokat. A parlament ekkor fontos dolgokon ment keresztül. Kibővítették az üléseket a maihoz haszonlóvá, mivel bevezették az egyéni választókerületeket. Újrafestették az épületet. Az elnök az 5. ciklusban Yoweri Museveni volt, aki egyben az ország elnöke is.

### Hatodik ciklus (1996–2001)
Ez idő alatt a pártoknak korlátozták a lehetőségeit. Ez idő alatt 2 elnöke is volt a háznak: James Wapakhabulu, aki korábban parlamenti tag volt, 1996-tól 1998-ig és Francis Ayume 1998-tól 2001-ig.

### Hetedik ciklus (2001–2006)
A hetedik ciklus elnöke a mostani alelnök volt, Edward Kiwanuka Ssekandi. A legvitatottabb jogszabályokat ebben a ciklusban hozták és ez alatt az 5 év alatt módosították az alkotmányt.

### Nyolcadik ciklus (2006–2011)
Ez folytatása volt az előző ciklusnak, Edward Ssekandi volt az elnök és Victoria Sekitoleko volt az elnök-helyettes.

### Kilencedik ciklus (2011–2016)
A kilencedik ciklusban a ház vezetője Victoria Sekitoleko lett, mivel Edward Ssekandit kinevezték Uganda alelnökének. A parlament egyhangúlag elfogadta a melegekre terhelő törvényt, miszerint a nők pénzbüntetést, a férfiak életfogytiglant kapnak, ha leleplezik őket.

## Fordítás
Ez a szócikk részben vagy egészben  a   Parliament of Uganda című angol Wikipédia-szócikk ezen változatának fordításán alapul.  Az eredeti cikk szerkesztőit annak laptörténete sorolja fel. Ez a jelzés csupán a megfogalmazás eredetét és a szerzői jogokat jelzi, nem szolgál a cikkben szereplő információk forrásmegjelöléseként.